# 79087 Шайдт
79087 Шайдт (79087 Scheidt) — астероїд головного поясу, відкритий 17 жовтня 1977 року.
Тіссеранів параметр щодо Юпітера — 3,363.